# In the End (álbum)
In The End é o oitavo e último álbum de estúdio da banda irlandesa de rock alternativo The Cranberries. Lançado em 26 de abril de 2019, foi anunciado pelos componentes da banda em 15 de janeiro de 2019, quando estava completando um ano do falecimento da vocalista Dolores O'Riordan. Trata-se do último registro da voz de Dolores junto de sua banda, e as composições foram criadas a partir de junho de 2017, durante a turnê que a banda realizava na ocasião. Os integrantes da banda pediram a permissão para a mãe de Dolores, Eileen O'Riordan, assim como aos seus irmãos, e receberam o aval para lançar as canções. As 11 canções foram gravadas como demos, e seriam finalizadas por Dolores no início de 2018. O primeiro single do álbum chama-se All Over Now.

## Faixas
| N.º | Título                   | Duração |  |
| 1.  | "All Over Now"           | 4:16    |  |
| 2.  | "Lost"                   | 4:00    |  |
| 3.  | "Wake Me When It’s Over" | 4:12    |  |
| 4.  | "A Place I Know"         | 4:26    |  |
| 5.  | "Catch Me If You Can"    | 4:38    |  |
| 6.  | "Got It"                 | 4:02    |  |
| 7.  | "Illusion"               | 4:07    |  |
| 8.  | "Crazy Heart"            | 3:25    |  |
| 9.  | "Summer Song"            | 3:34    |  |
| 10. | "The Pressure"           | 3:22    |  |
| 11. | "In The End"             | 2:57    |  |

## Integrantes

### The Cranberries
- Mike Hogan– baixo e guitarra
- Noel Hogan - guitarra
- Fergal Lawler – bateria
- Dolores O'Riordan † – vocalista